# Kapasia
Kapasia (en bengali : কাপাসিয়া) est une upazila du Bangladesh dans le district de Gazipur. En 1991, on y dénombrait 303 710 habitants.

## Démographie
Selon le recensement de 2011, la population totale était de 3 221 454, dont 1 622 303 hommes et 1 599 151 femmes.

## Éducation
Taux d'éducation de Kapasia Upazila - 56,41 %. Punes - 57,35 % et femmes - 55,47 %.
Nombre d'écoles primaires publiques 140
Le nombre d'écoles primaires privées enregistrées est de 27.
Non inscrit : 01 nombre d'écoles primaires non gouvernementales.
Nombre d'écoles primaires communautaires 07
Nombre de grappes 08
(D) Enseignement secondaire et supérieur
Nombre d'écoles secondaires de premier cycle est 07.
Le nombre d'écoles secondaires est de 64.
Le nombre de madrasas indépendantes d'Ebtedayi est de 30.
Nombre de madrasas 67
Nombre de collèges techniques 03
Nombre d'écoles techniques et de madrasa 04.
Nombre de collèges est 06.
Nombre d'établissements basés à Collegiate-9, School-65, Madrasah -66

## Économie
Banque coopérative de développement foncier Progress Limited, en résumé, la Pragati Bank, établie à Kapasia upazila, est la première banque d'aménagement foncier du Bangladesh. [3]
Il existe actuellement six banques à Kapasia.

## Communication
Des routes, des voies navigables et des voies ferrées sont en cours d'introduction, ainsi que la fonction publique de Tawfik à Kapasia upazila, tandis que les autobus Kapasia situés à Phulbaria et Mohakhali se rendent à Kapasia upazila.
Les routes peuvent être acheminées par la rivière Shitalakshya vers Kapasia upazila, puis sur la route reliant la gare de Kamalapur à la gare de Rajendrapur et se rendant à Kapasia upazila.

## Personnalité gratuite
- Tajuddin Ahmed (mort), premier Premier ministre du Bangladesh

Fakir Shahbuddin, le premier procureur général du Bangladesh
- Le brigadier ASM Hannan Shah (mort) était le ministre du jute

- Al-Arafat Hasan Tawfiq [2], ancien travailleur social, étudiant

- Sumon, compositeur et artiste, chanson sans signification pour le groupe Ola

## Divers
Le nombre de mosquées est de 589.
Nombre de temples 7
Le nombre de bureaux de poste est de 28.
Bureau téléphonique et télégraphique 1.
Nombre de salle de cinéma 1.
Nouvellement construit complexe 5
La densité de la population est de 900 km2.
Nombre d'indigènes 7 328
La religion est musulmane - 94 % et hindous - 5,6 %
La distance du district est 31 km.
Distance de la capitale à 65 km
Nombre de rivières 3
Nombre de dakbungalol est 2.